# Alfonso Perugini
Pour les articles homonymes, voir Perugini.
Alfonso Perugini, né le 6 décembre 1988 à Atripalda, est un acteur et réalisateur italien.

## Biographie
Alfonso Perugini est né à Atripalda, Italie, et a grandi à Pontinia. Il a obtenu un baccalauréat en études cinématographiques à l'Université de Rome Tor Vergata et d'un Master en Systèmes d'information et de publication à la même université. Au cours de ses études à Rome, il est également devenu journaliste.

## Carrière
Perugini est dédié à la réalisation cinématographique à partir d'un âge précoce, d'abord avec des documentaires et des films expérimentaux, et puis avec courts et longs métrages. Ses films sont à la fois comique et dramatique. Il a participé avec ses films à différents festivals de films italiens, et ceux internationaux aussi,,. Depuis 2013, il vit à New York, où il perfectionne la technique du cinéma à la New York Film Academy.

## Filmographie

### Réalisateur
- 2009 : Drops of memory
- 2010 : Alberto Sordi: Il mostro della Commedia all'italiana
- 2011 : Stalking
- 2011 : Magnifici: Re-boot!
- 2011 : HidIng eVe
- 2012 : Moyna
- 2013 : Above Suspicion
- 2013 : The Betrayal
- 2013 : How To Kill My Girlfriend
- 2014 : How To Kill My Boyfriend
- 2014 : Meddlers
- 2015 : New York
- 2016 : Enigma Finale
- 2017 : 45 - Good Wine

### Acteur
- 2011 : I Cesaroni Séries TV, de Francesco Vicario, Canale 5
- 2011 : Magnifici: Re-boot!, d'Alfonso Perugini
- 2012 : Discoteque, d'Al Festa
- 2013 : The Betrayal, d'Alfonso Perugini et Tushar Tyagi
- 2013 : The last day of Emma N., de Frank Rivera
- 2014 : Tràfico, de Joseph A. Eulo
- 2016 : La notte dei desideri, de Brando Improta
- 2019 : Garganta, de Modestino Di Nenna
- 2019 : Hotblade, de Luigi Borriello
- 2023 : Mafia Mamma de Catherine Hardwicke : Dante

### Producteur
- 2008 : Terra desolata, de Mario Savo
- 2019 : Hotblade, de Luigi Borriello

## Récompenses et distinctions
- Comité Tricolore pour les Italiens à l'étranger - Mention Spéciale (2013)[10],[11]
- Stamford Chapter - Mention Spéciale (2013)[12]